# Newbury Park (California)
Newbury Park es un asentamiento  y ciudad en el condado de Ventura, California, Estados Unidos. 
La mayoría yace dentro de los límites de la ciudad de Thousand Oaks, mientras que algunas áreas no incomporadas son Casa Conejo y Ventu Park. Aproximadamente 28,000 residentes de Thousand Oaks residen en Newbury Park. Newbury Park conforma alrededor del 40 por ciento del área total de Thousand Oaks.
Ubicado dentro de Conejo Valley en la parte noroeste del área metropolitana de Los Ángeles, Newbury Park linda con las Sierra de Santa Mónica. Está aproximadamente a 35 millas (56 km) del Centro de Los Ángeles y a menos de 7 mi (11 km) de la frontera de Condado de Los Ángeles en Westlake Village. La ciudad costera más cercana es Malibu, 22 mi (35 km), a la que se puede llegar a través de caminos sinuosos o rutas de senderismo que cruzan las montañas de Santa Mónica. Constituye todo el código postal 91320 y está dentro del código de área 805.